# Parametri orbitali della Luna

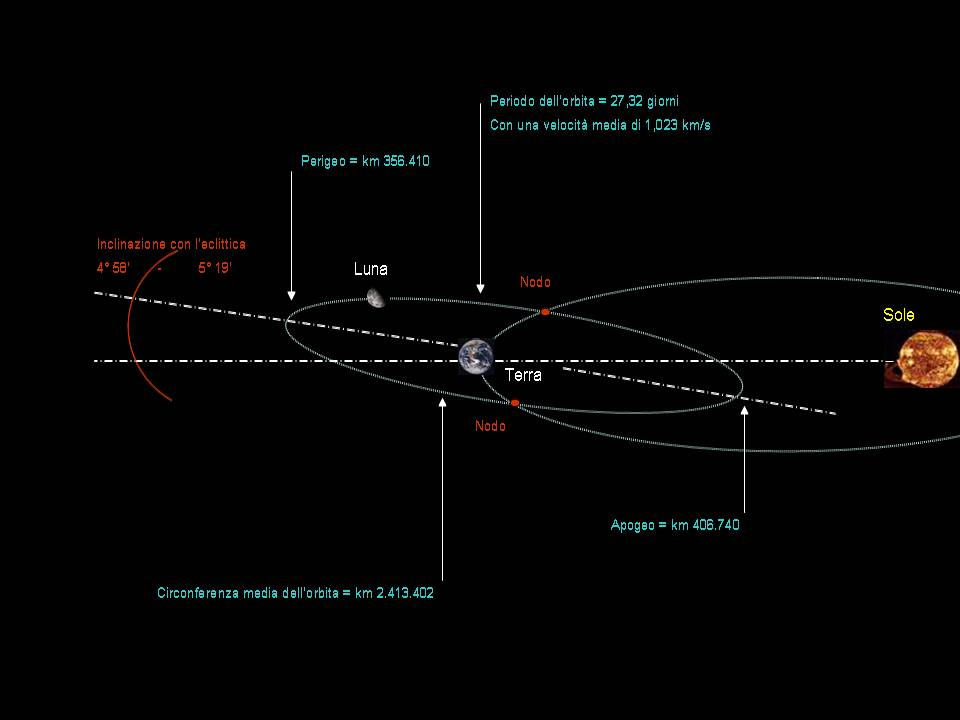
Orbita e dati della Luna

Nel punto più vicino al suo pianeta la Luna dista 356.410 km (perigeo), mentre nel punto più lontano questa distanza arriva a 406.740 km ( apogeo ). Percorre un'orbita la cui circonferenza è di 2.413.402 km con una velocità di 1,027 km/s quando si trova più vicina alla Terra, e 0,96 km/s quando si trova più lontana dalla stessa.
L'orbita della Luna è alquanto complicata, infatti non è solamente influenzata dalla forza gravitazionale terrestre, ma anche, in minor parte, da quella del Sole.
La poca distanza Terra-Luna non consente di considerare i due corpi come puntiformi, ma aventi una certa dimensione oltretutto leggermente non sferica.
L'orbita lunare ubbidisce così solo approssimativamente alla legge di Keplero, non essendo un'ellisse costantemente orientata nel tempo, cosicché la sua forma e disposizione varia in continuazione; infatti l'eccentricità oscilla fra 0,044 e 0,067, e l'inclinazione fra 4° e 58' e 5° e 19', il piano dell'orbita gira nello spazio in un periodo completo in 18,6 anni, mentre l'orbita sul suo stesso piano in 8,85 anni.
Se fosse soggetta solamente all'azione della forza gravitazionale proveniente dalla Terra la sua orbita sarebbe una ellisse di rapporto assiale di 0,998 ed inclinazione di 5° e 9' rispetto all eclittica (piano dell'orbita terrestre).
Le intersezioni fra il cerchio massimo dell'orbita percorsa dalla Luna e l'eclittica sono dette nodi e si spostano lentamente in senso orario compiendo appunto un giro completo in 18,6 anni, questo movimento prende il nome di retrogradazione dei nodi. Fissato un punto nell'orbita il nostro satellite impiega 27,32 giorni, ( mese siderale ), a compiere un'orbita completa e ritornarvi; nello stesso tempo compie anche un giro di rotazione su sé stessa attorno al proprio asse, di conseguenza la Luna rivolge alla Terra sempre lo stesso emisfero. In realtà si possono vedere altre regioni al di là dell'emisfero mostrato dovuto ciò a piccoli movimenti detti di librazione che permettono di osservare il 60% della superficie.
Esiste anche il mese sinodico che è l'intervallo di tempo fra due fasi lunari uguali e successive, per esempio fra due lune nuove esso dura 29 giorni, 12 ore e 44 minuti e 3 secondi. La differente durata del mese sinodico da quello siderale è la conseguenza del movimento della Terra attorno al Sole.
Ogni giorno la Luna sorge 52 minuti in ritardo rispetto al giorno precedente.